# Sidonia no Kishi
Sidonia no Kishi (シドニアの騎士?  lit. Caballeros de Sidonia) es una serie de manga creada por Tsutomu Nihei y publicada por Kodansha en la revista Afternoon. En América del Norte es publicado en inglés por Vertical. Existe una adaptación a serie anime, producida por Polygon Pictures y emitida entre abril y junio del 2014. Una segunda temporada, titulada Sidonia no Kishi: Dai-kyū Wakusei Sen'eki. Fuera de Japón, la serie está disponible en exclusiva por el servicio de streaming multimedia Netflix.
Ha sido premiado como el mejor manga en la categoría "General" en la 39.ª edición de los Kodansha Manga Award. También recibió el Premio Seiun al "Mejor Comic", otorgado por la 55.ª Nihon SF Taikai.

## Argumento
La historia transcurre en un futuro distante, mil años después de la destrucción de la Tierra a manos de unas gigantescas criaturas alienígenas llamadas Gauna (奇居子（ガウナ）?), donde los humanos han escapado a bordo de naves espaciales masivas construidas a partir de los restos del planeta. Uno de dichos buques espaciales es Sidonia, que ha desarrollado su propia cultura humana basada en la japonesa donde, además, la clonación humana, reproducción asexual e ingeniería genética humana (como humanos fotosintéticos) son prácticas normales. Con una población superior a 500.000 personas, Sidonia es posiblemente el último de los refugios humanos, pues se desconoce el paradero de las otras embarcaciones.
Poco se sabe de la naturaleza de los Gauna o sus razones para atacar a la humanidad. Uno de los pocos datos que se tiene de estas criaturas, es que cada Gauna está protegido por una gran masa de un material casi indestructible conocido como "placenta" (胞衣 Ena?), y comúnmente llamado "Ena". Una vez que el Ena es herido y el núcleo del Gauna es dañado más allá de la regeneración, el cuerpo se desintegra.
Sidonia es defendida por grandes robots de combate tripulados por un piloto (Guardianes) llamados Gardes (衛人 Morito?) cuya movilidad y armamento es impulsado por "partículas Higgs" (ヘイグス粒子 Heigusu Ryūshi?). Los Gardes están armados con un cañón del alto rendimiento para ataques de largo alcance y una lanza especial conocida como "Kabizashi" para combate cuerpo a cuerpo, hecha de un material que puede destruir fácilmente el núcleo de un Gauna. Durante el transcurso de la historia se descubre una manera de producir artificialmente en masa el material del que está construida la lanza, por lo que los Guardianes empiezan a portar un arma de fuego que usa municiones de dicho material. La mayoría de los humanos capaces de pilotar son entrenados y calificados como Guardianes a una edad muy joven.
La trama principal se centra en el joven Nagate Tanikaze, que vivía en los túneles subterráneos de Sidonia, criado allí por su abuelo desde que nació, y que al estar aislado, nunca le permitió conocer a otro ser humano. Nagate entrena diariamente en un antiguo simulador de pilotaje para Guardián. Después de la muerte de su abuelo, el muchacho se queda sin comida por lo que se ve forzado a salir a la superficie, donde es capturado y seleccionado como piloto Guardián, con la esperanza de defender Sidonia de los Gauna usando sus conocimientos perfeccionados en el simulador.

## Publicación

### Manga
El manga es escrito e ilustrado por Tsutomu Nihei. Debutó en la revista Afternoon en la edición de junio de 2009. Desde entonces catorce volúmenes (Tankōbon) han sido publicados. El manga ha sido traducido en Norteamérica por Vertical, que lanzó los primeros siete volúmenes entre febrero de 2013 y el mismo mes del siguiente año.

### Anime
Una adaptación a la televisión en formato anime fue producida por Polygon Pictures, y estrenada el 10 de abril de 2014, contando con 12 capítulos emitidos hasta el 25 de junio de 2014 en la cadena MBS y más tarde en TBS, CBC y BS-TBS. La serie fue dirigida por Kobun Shizuno, asistida por Hiroyuki Seshita, con guiones de Sadayuki Murai y personajes diseñados por Yuki Moriyama. Fuera de Japón, la serie es emitida de forma exclusiva por la plataforma Netflix desde el 4 de julio de 2014, la cual se encuentra con audio en japonés, inglés, español y portugués, además con subtítulos en inglés, español y portugués. La canción de inicio de cada capítulo es "Sidonia" por Angela, mientras que la canción final es "Show" (掌?) por Eri Kitamura.
La segunda temporada salió al aire a partir del 10 de abril de 2015, emitida hasta el 26 de junio de 2015, con "Kishi Kōshinkyoku" ( 騎士行進曲 Marcha de los Caballeros) de Angela como la canción de inicio, y "Réquiem" de Customiz como la canción final. La segunda temporada fue lanzada en Netflix el 3 de julio de 2015, y ha sido licenciada por Sentai Filmworks, para la distribución de doméstica. El 16 de junio de 2017, el director Hiroyuki Seshita confirmó que se estaba desarrollando una tercera temporada de la serie. En julio de 2021, Funimation anunció que adquirió los derechos de transmisión de Netflix para ambas temporadas. Tras la adquisición de Crunchyroll por parte de Sony, la serie se trasladó a Crunchyroll obteniendo la licencia de la serie fuera de Asia.

## Recepción
En octubre de 2013 el manga fue clasificado por Oricon en el número 47 de sus listas con una estimación de 20.934 copias vendidas. La ALSA (Young Adult Library Services Association) posicionó en 2014 a Knights of Sidonia en su top 10 de novelas gráficas para jóvenes. En Anime News Network, se le otorgó al primer volumen del manga una calificación B, diciendo, 

Tiene a un joven piloteando un robot gigante contra enemigos alienígenas gigantes, pero Knight of Sidonia no es Evangelion. Aunque no es tan sombrío o incomprensible como los trabajos de Tsutomu Nihei, Blame! o Biomega, más bien es lo mejor de ambos mundos, llevando la mentalidad de sci-fi duro de Nihei a un ambiente más convencional de aventuras espaciales.
Carlo Santos, Anime News Network.

Por otro lado, la serie anime ha recibido grandes elogios de famosos miembros de la industria del anime y los juegos japoneses como Hideo Kojima, creador de la serie Metal Gear, que dijo "es un tipo de anime que no hemos visto en mucho tiempo y que posee el espíritu sci-fi. Usando tecnología digital concebida para los juegos, crean animaciones que encapsula haberes de la cultura japonesa como el manga, animación cel, kanji, robots gigantes, etc. Lo que nace es un único 'hecho en Japón' que Hollywood nunca hubiera logrado producir. La cultura japonesa ha perdido su "genialidad", y Knights of Sidonia será el caballero blanco que la salve". Otros profesionales de la industria que le han dado su visto bueno son Akiko Higashimura, Digitarou y Yoshinao Dao.